# Чёрная среда (1992)
Чёрная среда — 16 сентября 1992 года — в этот день произошло резкое удешевление фунта стерлингов. Относительно немецкой марки цена снизилась с 2,77 до 2,70 GBP/DEM (−2,52 %). Относительно доллара США цена снизилась с 1,86 до 1,78 GBP/USD (−4,49 %). В последующие две недели котировки продолжали снижаться.
Ещё 15 сентября Джон Мейджор отменил запланированный визит в Испанию из-за кризиса. Банк Англии сделал ряд валютных интервенций. К спекулянтам присоединились многочисленные корпорации, пенсионные фонды, страховые компании.

Многие сорвали куш на падении фунта, но их прибыли остались в тени. Пол Тюдор Джонс или Брюс Ковнер из «Кэкстон корпорейшн» были в числе выигравших главный приз: первый заработал 250, второй примерно 300 млн долларов. Ведущие американские банки, активно оперирующие иностранной валютой, особенно «Сити-корп», «Дж. П. Морган энд Ко» и «Кэмикл Бэнк», тоже остались довольны. Всего же за третий квартал банки заработали дополнительно 800 млн долларов на торговле иностранной валютой.
— Роберт Слейтер Сорос: Жизнь, деятельность и деловые секреты величайшего в мире инвестора
16 сентября британский министр финансов Норман Ламонт повысил учётную ставку с 10 до 12 процентов. После открытия американских бирж (13:30 по Лондону) началась новая волна распродаж. Ставку повышают до 15 % (второй раз за день). Однако ни это, ни валютные интервенции остальных европейских центральных банков падение фунта стерлингов остановить не смогли.
В результате к концу сентября курс фунта относительно марки ненадолго стабилизировался на уровне 2,50 GBP/DEM (−11 %) с последующим снижением в октябре до 2,40 GBP/DEM (−14,3 %). В то же время курс фунта относительно доллара стабилизировался ещё позже — лишь в ноябре с зафиксированным минимумом в конце декабря 1992 года. Сорос не проводил операций на этом рынке,  но общее падение фунта относительно доллара составило 25 % (с 2,01 до 1,51 GBP/USD).

## Последствия
Кроме резкого увеличения процентной ставки, правительство Великобритании вынуждено было пойти на девальвацию фунта и выйти из европейской валютной системы (ЕВС) из-за того, что не смогло удержать цену фунта в рамках согласованного ценового коридора. Фунт вернулся к свободно плавающему обменному курсу. По примеру англичан свою валюту из ЕВС вывела также и Италия.

## Участие Джорджа Сороса
Довольно часто обвал связывают с действиями американского финансиста Джорджа Сороса. Якобы за несколько лет до этого он спланировал операцию, скупал фунты стерлингов небольшими партиями, а затем, используя сформированные валютные резервы, 15 сентября фонд Джорджа Сороса «Квантум» одномоментно продал около 5 млрд фунтов в обмен на 15 млрд немецких марок по курсу 2,82 GBP/DEM. Цена фунта стерлингов устремилась вниз. Последующая обратная покупка подешевевших фунтов через день позволила Джорджу Соросу заработать, по разным оценкам, 1—1,5 млрд долларов.
Эти утверждения содержат в себе ряд противоречий. Простой расчёт показывает, что 1 млрд долларов составляет около 568 млн фунтов (при цене после падения 1,76 GBP/USD имеем 1000 млн / 1,76 = 568,18). Чтобы получить прибыль порядка 1 млрд долларов на обороте 15 млрд немецких марок, цена должна была бы снизиться с 2,82 до 2,548 (15000/2,548 — 15000/2,82 = 567,82 млн фунтов). Но такая цена была достигнута лишь 22 сентября, а не 16-го, то есть сделка должна была бы продолжаться почти неделю, а не 1 день, либо в сделке нужно было задействовать многим больше, чем 5 млрд фунтов. Однако сам Сорос впоследствии признавал, что «Имея акций на семь миллиардов, мы довели объём сделок до десяти миллиардов долларов. Это в полтора раза превосходило сумму всех активов фонда». Десять миллиардов долларов соответствуют 5 миллиардам фунтов стерлингов по цене до девальвации.
Внимательное сопоставление графика котировок фунта стерлингов относительно немецкой марки с графиком котировок фунта стерлингов относительно доллара США показывает, что реальное обесценивание фунта началось за неделю до сделок Сороса — с 9 сентября фунт начал стремительно дешеветь относительно доллара. Падение фунта стерлингов относительно доллара США 16 сентября 1992 года было значительно сильнее (почти в 2 раза в процентном измерении, см. графики котировок), хотя легендарная сделка Сороса не относилась к рынку фунт/доллар.
Просто в силу ряда причин (членство Великобритании в европейской валютной системе с установленными валютными коридорами, недавно прошедшие парламентские выборы, снижение уровня промышленного производства) Банк Англии стремился удержать паритет именно к немецкой марке. В то же время из-за перекоса в доходности, в том числе при размещении депозитов, германский валютный рынок стал более привлекательным, чем английский. Спекулянты целую неделю присматривались и анализировали действия английского правительства, которое брало всё новые и новые займы у Германии. Сорос беседовал с Гельмутом Шлезингером, президентом Бундесбанка, и выяснил, что понижение учётных ставок Германия не планирует. Когда стало очевидным, что правительству курс удержать не удастся, спекулянты бросились продавать фунты стерлингов. Сорос был одним из таких спекулянтов, крупным, но не единственным.
При этом операции Сороса были сложнее спекуляции фунтами. Он продавал и другие слабые европейские валюты. На 500 миллионов долларов Сорос купил акции английских компаний, потому что после девальвации английской валюты они должны были вырасти в цене. Сорос покупал немецкие и французские облигации и продавал акции. Во всех этих операциях Сорос пользовался значительным кредитом.